# Stift Mattsee

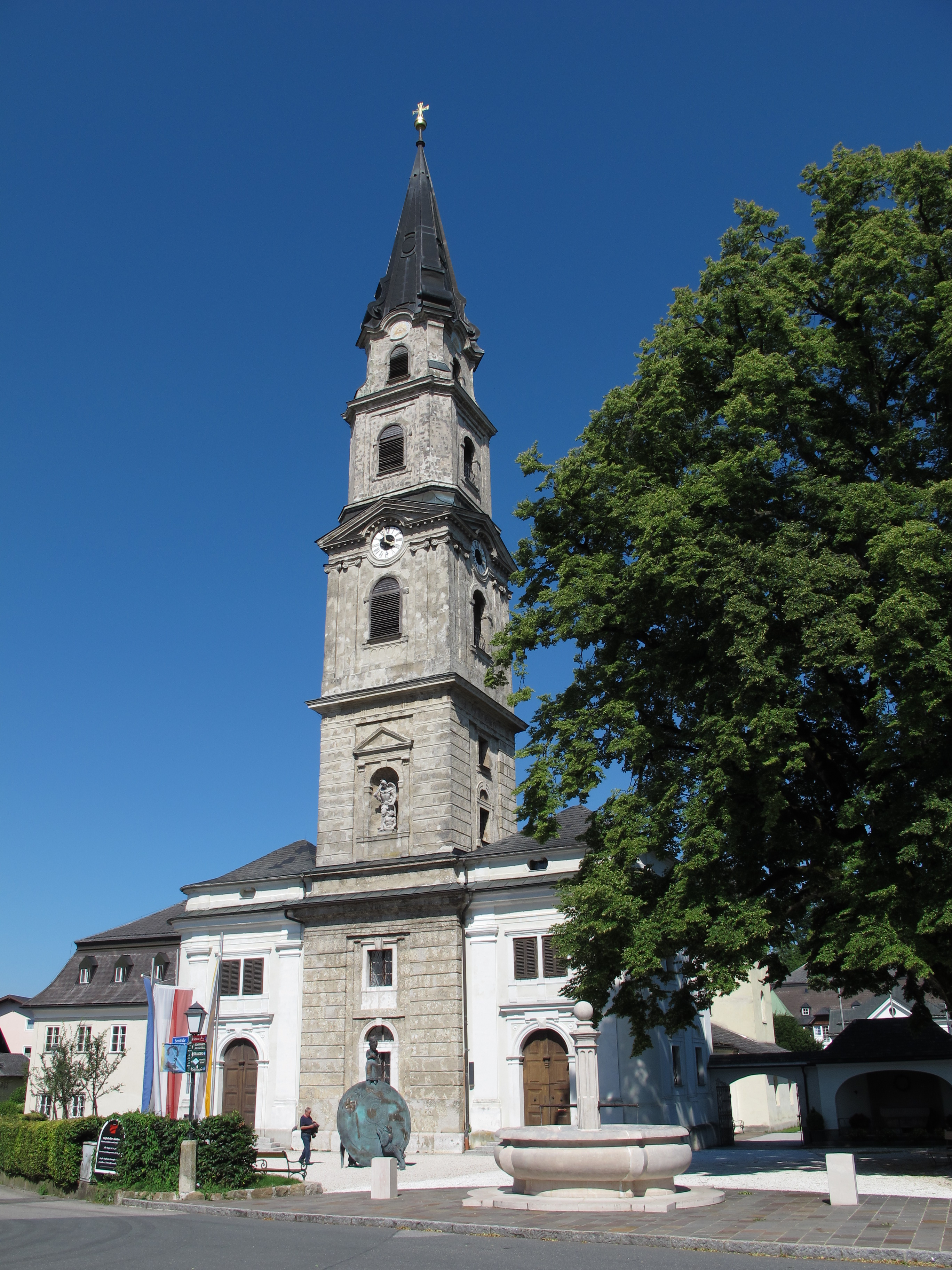
Stiftskirche Mattsee

Das Stift Mattsee in Mattsee, Österreich, ist ein seit ca. 1045 bestehendes Kollegiatstift und die älteste noch bestehende Weltpriestergemeinschaft Österreichs.

## Geschichte
Das Benediktiner-Kloster Mattsee wurde um 765 durch Herzog Tassilo III. gegründet (Tassilo dux illustris Wawarie et fundator nostre Maticensis ecclesie ob[i]). Sein erster Abt war ein Albuinus, nach dem Verbrüderungsbuch der Abtei Reichenau folgte ihm Abt Johannes. Es kam 993 gemeinsam mit dem Stift Alt-Ötting in den Besitz des Bistums Passau. 
Das frühere Benediktinerkloster Mattsee wurde ab ca. 1045 Kollegiatstift und besteht bis heute. 1807 kam das Stift zum Erzbistum Salzburg. Es ist die älteste noch bestehende Weltpriestergemeinschaft Österreichs. 

## Bauliche Anlage

### Stiftskirche

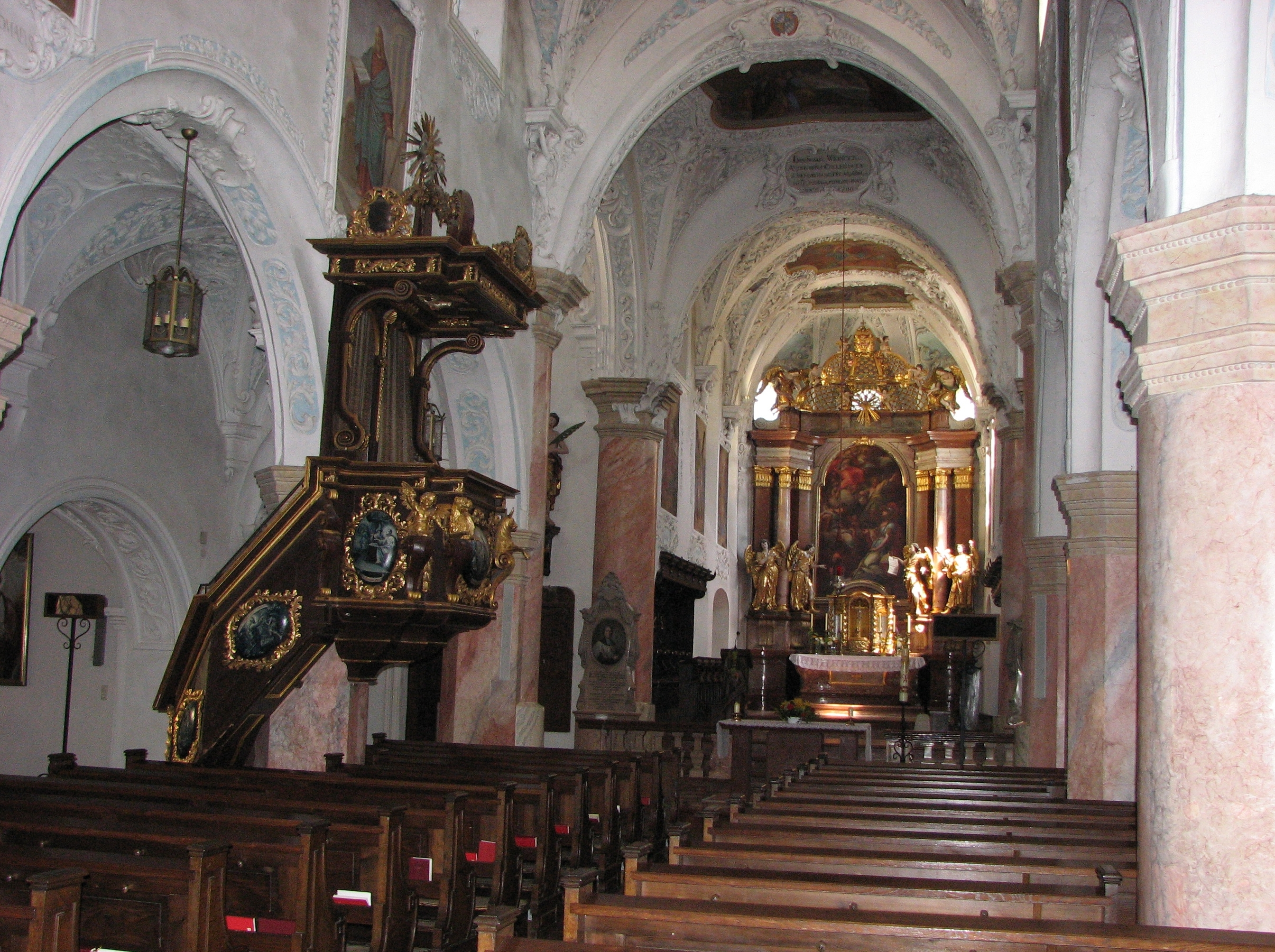
Stiftskirche Mattsee, Innenansicht

Die heutige Stiftskirche ist der vierte Kirchenbau, der an derselben Stelle wie die Gründungskirche aus dem 8. Jahrhundert steht und ist dem Erzengel Michael geweiht.
Der gotische Bau wurde Anfang des 18. Jahrhunderts mit Stuck und Fresken barock ausgestattet. Der 60 m hohe Turm der Kirche wird auch „Goliath des Mattiggaues“ genannt und ist nach Plänen von Wolfgang Hagenauer 1766 erbaut worden. Sehenswert sind das um 1650 gefertigte Chorgestühl, der um 1730 geschaffene Hochaltar und die vielen Epitaphien in der Kirche und dem Kreuzgang.
Ein Kreuzweg auf Tontafeln von ca. 50 × 50 cm wurde im Auftrag des Propstes Vinzenz Baldemair (1940–2012) von Vinzenz Schreiner angefertigt und befindet sich im Kreuzgang des Stiftes.

### Stiftsmuseum (ehemalige Propstei)
In der Propstei, der ehemaligen Residenz des Propstes, sind heute ein Gastronomiebetrieb, ein Museum und ein Kulturzentrum mit einem Konzertsaal untergebracht.
Zu den Werken im Stiftsmuseum zählen drei Bilder des Künstlers Johann Michael Rottmayr, eine astronomische Uhr und eine spätgotische Madonna. Im Archiv des Stiftes befindet sich die älteste Urkunde auf Salzburger Boden, eine Schenkungsurkunde von Ludwig dem Deutschen aus dem Jahr 860.

### Weinkeller
Des Weiteren besitzt das Stift bis heute ein Weingut in der Wachau und verkauft seine Eigenbauweine in einem Gassenverkauf im historischen Weinkeller in Mattsee.

## Angehörige des Stifts
Im Kollegiatstift Mattsee bilden ein Propst als Vorsteher, 11 Kanoniker und bis zu vier Ehrenkanoniker eine geistliche Gemeinschaft, die sich mindestens zwei Mal im Jahr trifft. Während des restlichen Jahres sind die Kanoniker in ihren Pfarren, wo sie als Seelsorger tätig sind. Die Pfarren sind nicht dem Stift Mattsee, sondern dem Erzbischof von Salzburg beziehungsweise dem Bischof von Linz unterstellt.

### Pröpste von Mattsee (Auswahl)
- 1993–1996: 41. Franz Calliari
- 1996–2012: 42. Vinzenz Baldemair
- seit 2013: 43. Franz Lusak

### Stiftskapitel (Auswahl)
- Josef Lahnsteiner (1933)
- Leonhard Steinwender
- Roland Kerschbaum